# Ridedyr
Ridedyr er en samlebetegnelse for de dyr, som mennesket anvender til at ride på. Det almindeligste ridedyr er hesten, men også kamel og dromedar anvendes som ridedyr. Også kvæg anvendes undertiden til ridning.
I myter og fantasy ses fabeldyr såsom garuda eller Pegasus undertiden brugt som ridedyr.

## Andre ridedyr
- æsel
- muldyr/mulæsel
- elefant
- struds
- Kamel
- Dromedar